# Rosa Spier

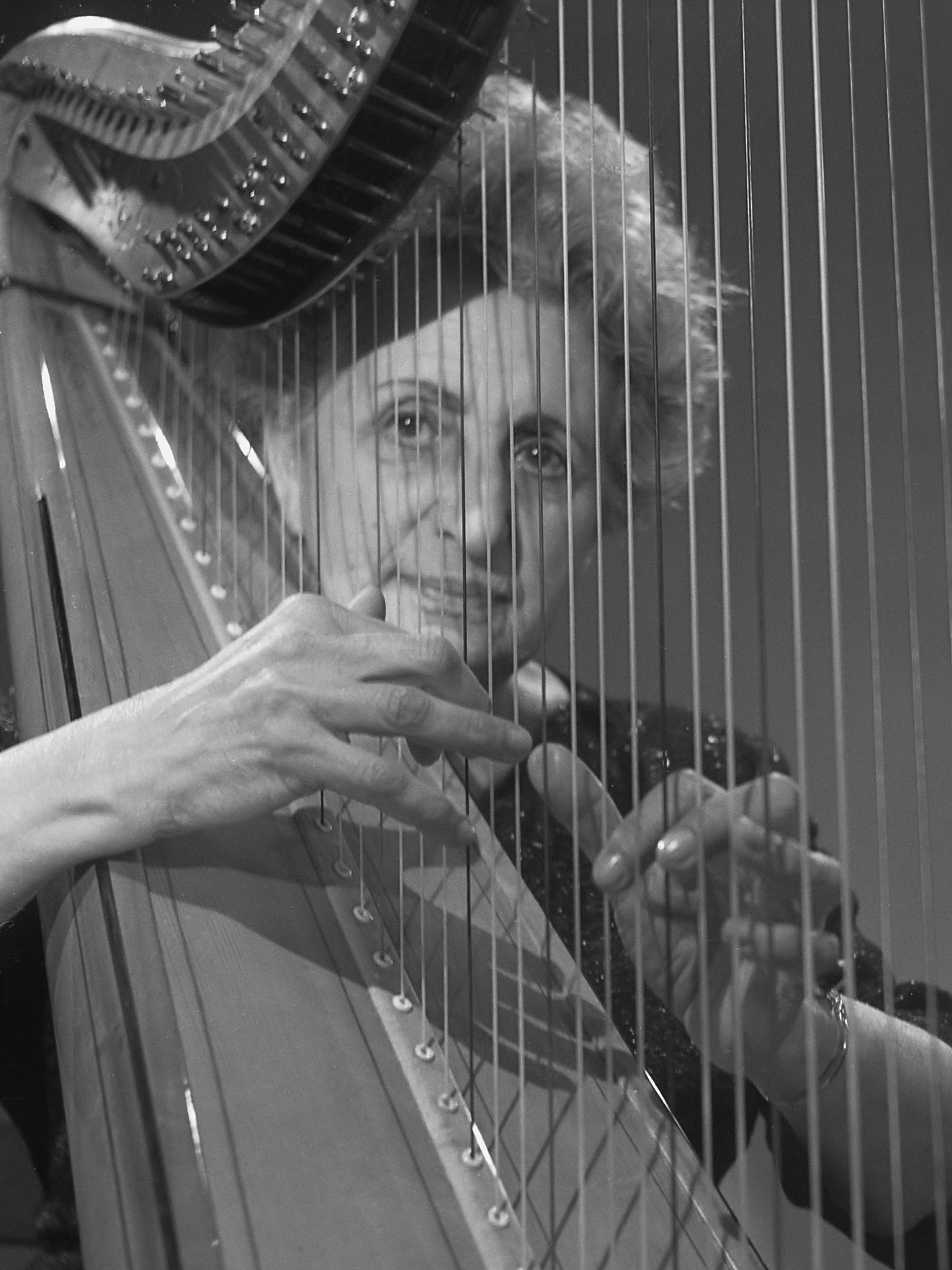
Rosa Spier im Jahr 1961

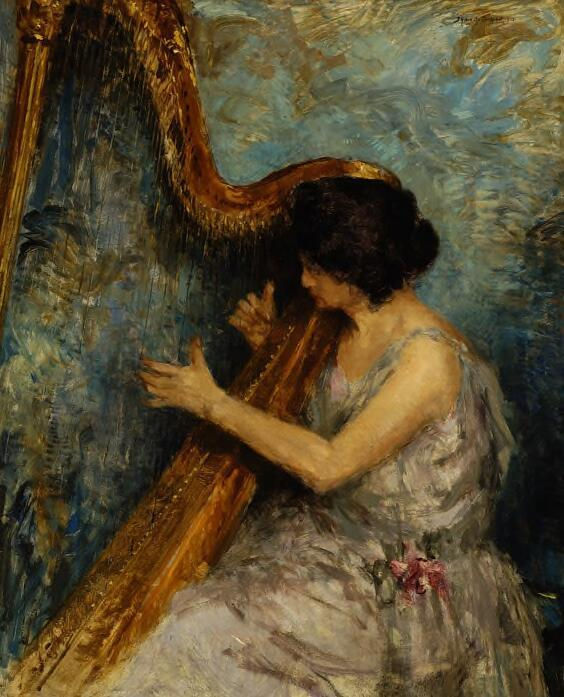
Porträt von Rosa Spier (1923), Gemälde von Johan Hendrik van Mastenbroek

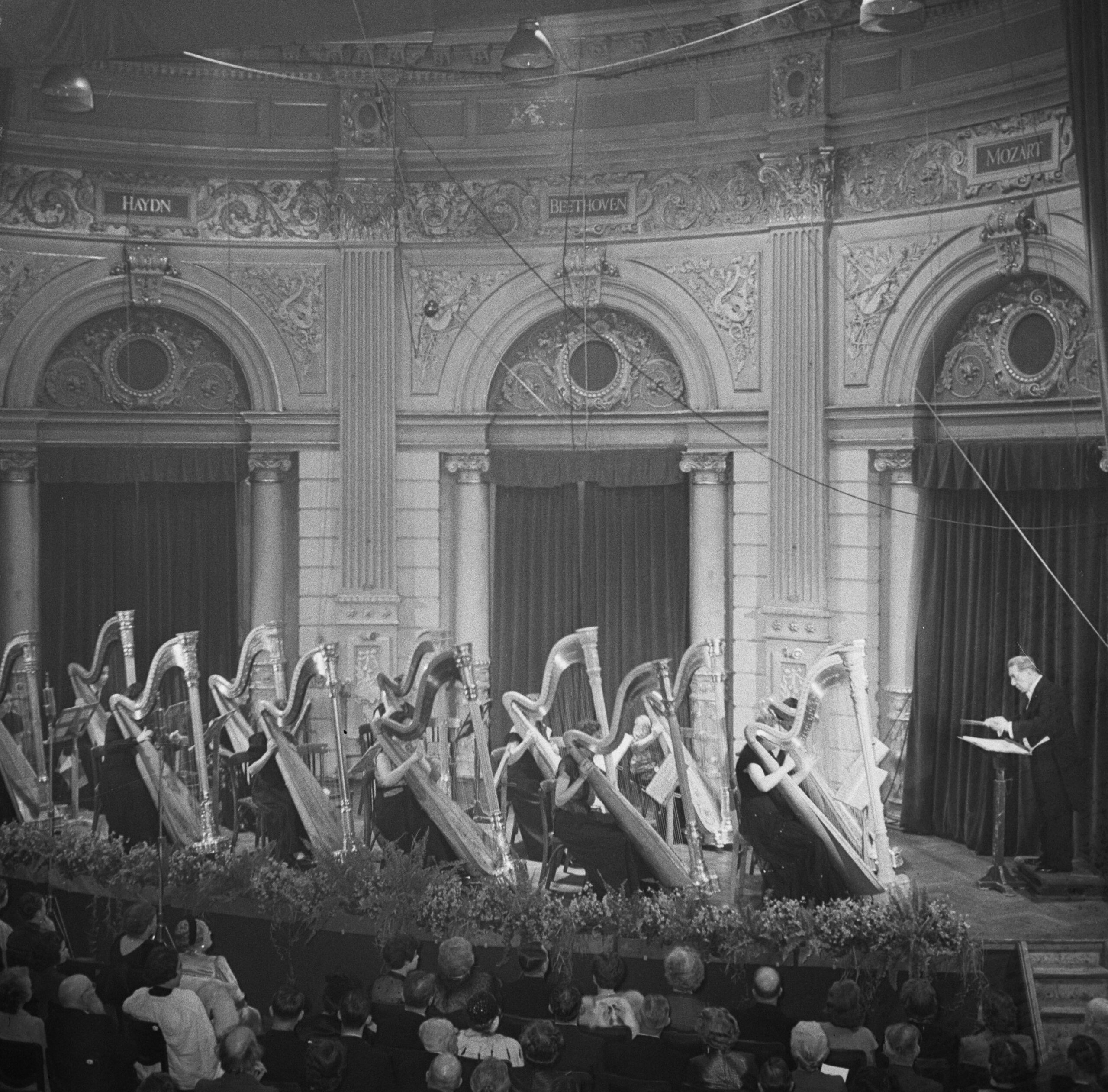
Harfenkonzert am Ehrenabend zum 60. Geburtstag Rosa Spiers im Kleinen Saal des Concertgebouws, Amsterdam

Rozalie „Rosa“ Spier (* 7. November 1891 in Den Haag; † 8. Juli 1967 in Amsterdam) war eine niederländische Harfenistin.

## Werdegang
Rosa Spier interessierte sich bereits in jungen Jahren für Musik. Ab dem Alter von dreizehn Jahren spielte sie Konzerte. Spier studierte am Königlichen Konservatorium in Den Haag. Nach ihrer Ausbildung nahm sie Harfe-Unterricht bei Otto Müller, dem Solo-Harfenisten der Berliner Philharmoniker. 
Sie war während ihrer Karriere sowohl bei Orchestern angestellt als auch freiberufliche Solistin. Sie arbeitete nacheinander beim Residentie Orkest in Den Haag, beim Concertgebouw-Orchester in Amsterdam und dem Radio Filharmonisch Orkest in Hilversum. Sie gab auch Harfen-Unterricht am Amsterdamer Konservatorium. Zu ihren bekanntesten Schülern zählt die Harfenistin Phia Berghout. Spier komponierte mehrere Stücke für die Harfe, wie zum Beispiel Impressions on Saul and David. Der Komponist Leo Smit schrieb für sie ein Harfenkonzert und Kammermusikstücke für Harfe, und Sem Dresden komponierte für Spier eine Sonate für Flöte und Harfe.
Ab 1932 arbeitete Spier als Solo-Harfenistin im Concertgebouw-Orchester. Als alle 56 jüdischen Musiker des Orchesters im Mai 1941 entlassen wurden, war sie auch betroffen. Im September 1941 spielte sie im Jüdischen Sinfonie-Orchester (niederländisch Joodsch Symfonie-Orkest). Sie wurde zunächst in das KZ Westerbork gebracht und im September 1944 in das Konzentrationslager Theresienstadt deportiert. Im Februar 1945 kam sie frei und konnte in die Schweiz ausreisen. Nach dem Krieg besaß Spier nicht mehr als ihre Harfe, die Nachbarn für sie aufbewahrt hatten.
Sie gab nach ihrer Rückkehr in die Niederlande weiterhin Konzerte, was ihr aber zunehmend schwerer fiel. In jener Zeit entwickelte sie die Idee einer Lebensgemeinschaft von älteren Künstlern und Intellektuellen, die sich gegenseitig inspirieren. Vor allem ihre Freundin Henriette Polak-Schwarz setzte sich für die Verwirklichung von Spiers Idee ein, die selbst die Einweihung des nach ihr benannten Altersheimes nicht mehr erlebte. Rosa Spier starb 1967 im Alter von 75 Jahren in Amsterdam. Ihr Grab befindet sich auf dem Friedhof Westerveld in Driehuis, einem Ortsteil der Gemeinde Velsen.
Im Juli 2011 wurde ihre Biografie mit dem Titel Weg van de harp veröffentlicht.

## Ehrungen
Im Jahr 1923 porträtierte sie der holländische Maler Johan Hendrik van Mastenbroek im Alter von etwa 32 Jahren.
Anlässlich ihres 60. Geburtstags wurde die Phlox-paniculata-Sorte „Rosa Spier“ nach ihr benannt.
Das 1969 in der nordholländischen Gemeinde Laren auf ihre Initiative hin gegründete Altersheim für Künstler wurde nach ihr Rosa Spier Huis benannt. Dort verbrachten Künstler wie M. C. Escher, die Schauspielerin Emmy Lopes Dias und der Comiczeichner Marten Toonder ihren Lebensabend.